# فاروق بلقاید
فاروق بلقاید (عربی: فاروق بلقايد؛ زادهٔ ۱۴ نوامبر ۱۹۷۷) بازیکن فوتبال اهل الجزایر بود.
از باشگاه‌هایی که در آن بازی کرده‌است می‌توان به باشگاه فوتبال وفاق سطیف، باشگاه فوتبال اتحاد الجزایر، باشگاه فوتبال مولودیه الجزایر، و باشگاه فوتبال القبائل اشاره کرد.
وی همچنین در تیم ملی فوتبال الجزایر بازی کرده‌است.